# Zajar Sorokin
Zajar Artiomovich Sorokin (en ruso: Захар Артёмович Сорокин; Glubokoe, Imperio ruso, 17 de marzo de 1917 – Moscú, Unión Soviética, 19 de marzo de 1978) fue un piloto de combate soviético y as de la aviación que voló en combate durante la Segunda Guerra Mundial con prótesis de 1943 a 1945, después de haber perdido los pies por congelación en 1941 después de estrellarse en la tundra con su MiG-3. Por su perseverancia y valor le concedieron el título de Héroe de la Unión Soviética y la Orden del Imperio Británico, después de la guerra escribió varios libros de memorias sobre su participación en la guerra.

## Biografía

### Infancia y juventud
Sorokin nació el 17 de marzo de 1917 en el seno de una familia rusa de clase trabajador en Glubokoe, una pequeña localidad rural situada en la gobernación de Tomsk —entonces parte del Imperio ruso, actualmente ubicada en el raión de Karasuk del óblast de Novosibirsk en Rusia— Aunque, en 1920, cuando aún era muy pequeño su familia se mudó a la gobernación del Cáucaso (actualmente el Krai de Krasnodar), donde asistió a la escuela y trabajó como asistente de maquinista de locomotoras mientras entrenaba en el club de vuelo local. Después de ingresar en la Armada en 1937, se graduó en la Escuela de Aviación Naval de Yeisk en 1939. Luego fue asignado al 72.º Regimiento de Aviación Mixta de la Flota del Mar Negro, con base en Sebastopol.

### Segunda Guerra Mundial
A partir del 22 de junio de 1941, participó en operaciones de la Segunda Guerra Mundial. Entre junio y julio de 1941, combatió en las filas del 32.º Regimiento de Aviación de Cazas de la Flota del Mar Negro donde participó en la defensa de Crimea. A principios de julio, como parte de un grupo de siete pilotos, fue trasladado a la Flota del Norte, donde comandó un escuadrón del 72.º Regimiento de Aviación Mixta de la Fuerza Aérea de la Flota del Norte bajo el mando de Borís Safónov. Se le atribuyó su primera victoria aérea el 19 de julio de 1941 y el 18 de octubre de 1941 fue ascendido a subcomandante de escuadrón. Apenas una semana después resultó gravemente herido tras verse obligado a realizar un aterrizaje forzoso en la tundra ártica, donde permaneció cuatro días antes de recibir atención médica, lo que le provocó una grave congelación que acabó obligando a amputarle los dedos y la mitad de los pies de ambas piernas. Fue operado en Kírov antes de poder regresar a su regimiento. Cuando fue ascendido al puesto de navegante del regimiento.
En febrero de 1943, regresó a su regimiento, que en ese momento ya se había convertido en un regimiento de guardias y recibió el nombre de 2.º Regimiento de Aviación de Cazas de la Guardia de la Fuerza Aérea de la Flota del Norte. A pesar de su minusvalía continuó realizando misiones de combate, derribó su primer avión después de regresar al servicio (y el sexto en total) el 25 de marzo de 1943. Participó en la famosa batalla aérea del 19 de abril de 1943, cuando su compañero de guardia, el subteniente N.A. Bokiy, derribó al as alemán el Oberfeldwebel Rudolf Müller (que contaba con 92 victorias aéreas).
Para julio de 1944, había realizado un total de 117 salidas de combate (incluidas cuatro misiones de reconocimiento y diez misiones de escolta de torpederos y bombarderos), había participado en diecinueve batallas aéreas y derribado once aviones enemigos: dos Me-110, dos Ju -88, seis Me- 109 y un FW-189. De estas victorias, seis las consiguió volando con prótesis. Estas victorias las consiguió pilotanto aviones MiG-3, P-40 Kittyhawk y P-39 Airacobra. Por estas hazañas fue nominado al título de Héroe de la Unión Soviética. El 19 de agosto de 1944, por decreto del Presídium del Sóviet Supremo de la URSS, el capitán de la Guardia Zajar Sorokin recibió el título de Héroe de la Unión Soviética con la Orden de Lenin y la medalla de la Estrella de Oro (N.º 4338).
En diciembre de ese mismo año fue trasladado al 11.º Regimiento de Aviación de Cazas de la Guardia de la Fuerza Aérea de la Flota del Mar Negro (el regimiento estaba estacionado en Eupatoria en Crimea), donde también era el navegante principal. En febrero de 1945, ocupó el puesto de navegante-suplente y comandante adjunto de uno de los escuadrones aéreos del regimiento. Permaneció en este puesto poco tiempo ya que en junio de 1945 fue trasladado a la reserva.
En total, durante la guerra, efectuó más de 267 salidas de combate volando en cazas MiG-3 y P-39 Aircobra y consiguió once victorias en solitario (una de ellas clasificada como «probable») en el curso de diecinueve combates aéreos.

### Posguerra
Casi inmediatamente después de la guerra fue dado de baja del ejército porque su necesidad de prótesis de pie se consideraba una discapacidad. Después de abandonar el ejército, entre noviembre de 1945 y noviembre de 1949, trabajó como director del depósito de motores de Eupatoria, luego trabajó en el mismo puesto en el depósito de motores de Barnaúl y, entre septiembre de 1950 y enero de 1952, se desempeñó como director de la Imprenta Estatal en Eupatoria.
En abril de 1952 se reincorporó al ejército y fue destinado al 614.º Regimiento de Aviación de Cazas. Primero sirvió en la Flota del Mar Negro: entre mayo de 1952 y enero de 1954 sirvió como ayudante (jefe de personal) del escuadrón del 1727.º Regimiento de Aviación de Cazas (Kerch), entre enero y junio de 1954, trabajó en el mismo puesto en el 925.º Regimiento de Aviación de Cazas (Eupatoria), posteriormente, entre junio de 1954 y junio de 1955, fue oficial de orientación y navegante del puesto de mando del 53.º Regimiento de Aviación de Cazas (Eupatoria). En julio de 1955, fue transferido a la Fuerza Aérea de la Flota del Norte como oficial de orientación y navegante del puesto de mando del 614.º Regimiento de Aviación de Combate (aeródromo Severomorsk-3 del óblast de Murmansk), entre agosto y diciembre de 1955, asumió el puesto de navegante-operador del puesto de mando de la 107.ª División de Aviación de Cazas (aeródromo Severomorsk-2). En diciembre de 1955 fue trasladado por segunda vez a la reserva.
Después de retirarse del ejército estableció su residencia en Moscú, donde trabajó en el Comité Soviético de Veteranos de Guerra, en la Sociedad de toda la Unión «Znanie» (Sociedad de toda la Unión para la difusión del conocimiento político y científico) y fue miembro de la Unión de Periodistas de la URSS. Fue autor de quince libros. Murió el 19 de marzo de 1978 en Moscú y fue enterrado en el cementerio de Kúntsevo.

## Condecoraciones
|  | Héroe de la Unión Soviética (19 de agosto de 1944)                                                        |
|  | Orden de Lenin (19 de agosto de 1944)                                                                     |
|  | Orden de la Bandera Roja, tres veces (16 de septiembre de 1941, 2 de abril de 1943 y 12 de junio de 1943) |
|  | Medalla Conmemorativa por el Centenario del Natalicio de Lenin «Al valor militar»                         |
|  | Medalla por la Defensa del Ártico Soviético                                                               |
|  | Medalla por la Victoria sobre Alemania en la Gran Guerra Patria 1941-1945 (1945)                          |
|  | Medalla Conmemorativa del 20.º Aniversario de la Victoria en la Gran Guerra Patria de 1941-1945 (1965)    |
|  | Medalla Conmemorativa del 30.º Aniversario de la Victoria en la Gran Guerra Patria de 1941-1945 (1975)    |
|  | Medalla del 50.º Aniversario de las Fuerzas Armadas de la URSS                                            |
|  | Medalla del 60.º Aniversario de las Fuerzas Armadas de la URSS                                            |
|  | Miembro de la Orden del Imperio Británico (Reino Unido, 1944).                                            |